# Petrus Bosman
Jan Petrus Bosman (Kuils River, 1928 – Indianapolis, 19 luglio 2008) è stato un ballerino, coreografo e répétiteur sudafricano.

## Biografia
Petrus Bosman nacque a Kuils Rivera e cominciò a studiare danza durante l'adolescenza all'Università di Città del Capo, per poi specializzarsi a Londra con Anna Northcote. Nel 1951, all'età di ventitré anni, Bosman si unì al Festival Ballet, con cui danzò in molto delle principali città britanniche durante gli otto anni successivi. Durante gli anni danzò tutti i maggiori ruoli della compagnia, tra cui tutte e tre le parti maschili in Petruška: l'eponimo protagonista, il Moro e Charlatan.
Nel 1959 lasciò il London Festival per il Royal Ballet, con cui trascorse i successivi diciotto anni; la sua carriera al Covent Garden fu rapida: debuttò come solista ed entro pochi anni fu promosso al rango di primo ballerino. Si fece apprezzare come raffinato interprete del repertorio classico e, in particolare, per i ruoli di Albrecht in Giselle, il poeta ne Les Sylphides il principe ne La bella addormentata e Lo schiaccianoci. Ottenne vasti consensi anche nel repertorio moderno, danzando ruoli come Moondog in The Lady and the Fool di John Cranko e Koschei ne L'uccello di fuoco di Fokine. La sua vis comica emerse grazie ai ruoli en travesti, tra cui Carabosse ne La bella addormentata, la vedova Simone ne La fille mal gardée e la sorellastra in Cenerentola. Nel 1973 diede l'addio alle scene danzando ancora una volta il ruolo di Petruška, questa a volta a Città del Capo.
Successivamente ebbe una seconda carriera come maestro di balletto e répétiteur. Dopo aver insegnato all'École Superieure de Danse de Cannes, nel 1977 si trasferì negli Stati Uniti dove divenne maître de ballet del Ballet West di Salt Lake City. Trascorse gli ultimi diciassette anni della sua vita lavorativa come direttore artistico della Virginia School of the Arts di Lynchburg.
Dichiaratamente omosessuale, morì all'età di ottant'anni ad Indianapolis, stroncato da un infarto.